# 全特里普拉猛虎力量
全特里普拉猛虎力量（英語：All Tripura Tiger Force，缩写为ATTF）是印度特里普拉邦的一個民族主義叛亂團體，於1990年7月11日由一群前特里普拉國家志願者成員在蘭吉特·德巴瑪等人的領導下成立，總部位於孟加拉國靠近印度邊界的塔拉邦（Tarabon），被印度視為恐怖組織。全特里普拉虎力最初可能是隸屬於特里普拉民族解放阵线的武裝組織，但後來已獨立運作，其組織宗旨為驅逐特里普拉邦內的孟加拉族（特別是1956年後方遷入者），使本地人奪回被孟加拉人佔有的土地。

## 歷史
1960年特里普拉邦通過〈特里普拉土地收益與改革法〉（Tripura Land Revenue and Reforms Act），禁止外地人移居該邦，但特里普拉邦內的外來人口（孟加拉人）仍多於本地人，本地人將孟加拉人視為佔有其土地的入侵者，希望能確實執行土地法案。全特里普拉虎力為1988年特里普拉國家志願者（TNV）與政府和談後，部分成員重新組成的武裝團體，初成立時成員皆為極端份子，後來漸招募當地青年，至1991年左右已發展成熟，其名稱初為全特里普拉部落力量（All Tripura Tribal Force），1992年改為現名。組織在孟加拉國的毛爾維巴扎爾縣有多處訓練基地。
1993年全特里普拉虎力發表備忘錄，表示願停止與孟加拉人的武力鬥爭，與特里普拉邦政府和談，大部分成員（1633人）在拉里特·德巴瑪（Lalit Debbarma）帶領下向政府投降，放棄恐怖活動，但仍有少數人繼續活動。1997年印度政府根據《非法活动（预防）法》對全特里普拉虎力頒布禁令。2004年組織領導人蘭吉特·德巴瑪表示將接受和談，條件為1949年後才抵達特里普拉邦的孟加拉人應被視為外來者，不為印度政府所接受。2019年印度政府再度對全特里普拉虎力頒布禁令。

## 襲擊
世界恐怖主義數據庫資料顯示全特里普拉虎力共宣稱犯下7宗恐怖襲擊案件，另有7宗疑似也是由其發動，第一宗襲擊發生於1992年10月，造成4名員警死亡，最後一次發生於2017年11月，造成最多傷亡的則為2003年5月阿加爾塔拉（特里普拉邦首府）附近城鎮菲姆納切拉（Fimnacherra）一宗疑似由其發動、針對孟加拉人的襲擊，至少有19人死亡與3人受傷。2012年蘭吉特·德巴瑪被孟加拉警方逮捕並遣返印度，2015年獲法庭保釋，2017年11月再度被捕。近年全特里普拉虎力的活動已漸趨沈寂。
2014年孟加拉国迅速行动营在全特里普拉虎力總部科格拉焦里縣塔拉邦（Tarabon）附近的薩查里森林（Satchhari Forest）數處查獲其貯藏的大批軍火。

## 與其他組織關聯
世界恐怖主義數據庫資料顯示全特里普拉虎力可能與印度東北的另一分離組織阿薩姆聯合解放陣線合作，此外還可能與那加蘭民族社會主義委員會、聯合民族解放陣線、曼尼普爾人民解放軍與康格雷帕克人民革命黨等組織有關連，這些組織可能均參與孟加拉－印度邊界的搶劫與毒品販運活動。2003年，有全特里普拉虎力的成員在向尼泊爾毛主義共產黨走私軍火彈藥時被抓獲。
全特里普拉虎力與特里普拉民族解放陣線（NLFT）同為特里普拉的分離主義武裝組織，兩者均攻擊當地的孟加拉穆斯林，但後者具基督教背景並希望將特里普拉基督教化，前者則不支持此意識形態，雙方曾在孟加拉的叢林地帶交火；另外NLFT過去在地方選舉中支持當地政黨特里普拉土著人民陣線，全特里普拉虎力則杯葛選舉